# Пиргос (дем Ситония)
Вижте пояснителната страница за други значения на Пиргос.
Пиргос (на гръцки: Πύργος) е селище, къмпинг в Северна Гърция, на полуостров Ситония. Селото е част от дем Ситония на област Централна Македония и според преброяването от 2001 година има 3 жители. Разположено е на северозападния бряг на Светогорския залив, на няколко километра североизточно от Агиос Николаос.